# African Banks
Die African Banks sind eine Sandbankgruppe im Norden der Amiranten, welche zu den Outer Islands der Inselrepublik Seychellen gehören.

## Geographie
Die Sandbänke erstrecken sich über 4 km Nord-Süd und 3 km Ost-West und nehmen eine Gesamtfläche von etwa 10 km² ein. Mit einem seichten Korallensaum im Osten erscheint die Sandbank als unvollständiges Atoll. Im Westen ist der Korallenring dagegen 18 bis 37 Meter tief. Die Sandbank wies einst zwei kleine Landflächen auf: North Island, 275 m lang und 45 bis 90 m breit, und South Island, 230 m lang und 70 m breit.
Während South Island bereits 1976 durch Wellenerosion verschwand und hier nur ein Sandsteinrücken, der auch nur bei Niedrigwasser trockenfällt verblieb, ist das kleine North Island nach wie vor die nördlichste Insel der Amiranten. Von ihrer ehemaligen Nachbarinsel South Island ist sie nur 2,9 km entfernt.
Zehn Kilometer nordwestlich vor North Island liegt eine für den Schiffsverkehr gefährliche Untiefe, die Lady Denison-Pender-Sandbank. Diese Stelle markiert in geografischer Hinsicht das nördliche Ende der Amiranten-Inselkette. Die nächstgelegene Insel ist die Remire-Insel, 25 km weiter südlich.

## Geschichte
Der Ursprung des Namens African Banks ist nicht geklärt. Die Inseln wurden 1797 von Admiral Willaumez als Kapitän der Fregatte La Régénérée entdeckt, der sie Îlots Africains nannte.